# 西北季風
西北季風，屬於季風亞洲的一種溫帶季風。盛行於東北亞（遠東地區）的溫帶季風氣候一帶，原是發源於北半球-蒙古高原一帶的冷空氣，因大氣壓力及科氏力等作用的影響，在東北亞時，風向西北吹向太平洋的冬季季風，為各國帶來寒冷的氣候。吹經俄羅斯、中國東北、朝鮮半島、日本列島和等地。

## 影響
冬季時，西北季風吹經日本海，夾帶水氣，為日本列島及北海道等地帶來豐沛的雨量，也使日本成為東北亞少數冬季降水量較多的國家。